# Kuninkaansaaret
Kuninkaansaaret är en ö i Finland. Den ligger i sjön Kuolimo och i kommunen Sankt Michel i den ekonomiska regionen  S:t Michel och landskapet Södra Savolax, i den södra delen av landet, 190 km nordost om huvudstaden Helsingfors. Öns area är 3,2 hektar och dess största längd är 330 meter i sydöst-nordvästlig riktning.  Notera att namnet antyder att det är fråga om flera öar.